# NGC 3711-2
NGC 3711-2 is een compact sterrenstelsel in het sterrenbeeld Beker. Het hemelobject werd in 1886 ontdekt door de Amerikaanse astronoom Francis Preserved Leavenworth. Het hemelobject ligt in de buurt van NGC 3711-1.

## Synoniemen
- MCG -2-29-35